# Région métropolitaine de Saguenay

L'agglomération de recensement de Saguenay en 2011

La région métropolitaine de Saguenay est une entité géostatistique définie par Statistique Canada qui est formée de la ville Saguenay, des municipalités de Saint-Honoré, Saint-David-de-Falardeau, Saint-Fulgence, Larouche, Saint-Félix-d'Otis, Saint-Charles-de-Bourget et de la municipalité de paroisse de Sainte-Rose-du-Nord.

## Démographie
Lors du recensement de 2011, la population de l'agglomération métropolitaine de recensement de Saguenay était de 157 790 habitants sur une superficie de 2 564,02 km2. En 2023, la population a dépassé les 167 000 habitants.